# Эмилия Мюллер (фильм)
«Эмилия Мюллер» (фр. Émilie Muller) — третий фильм режиссёра Ивона Марсиано. Он был снят в 1994 на «Студии де Булонь».
Фильм был отмечен рядом кинонаград.

## Сюжет
Короткометражный фильм о молодой женщине, Эмилии Мюллер, пришедшей на пробы на киностудию. В начале фильма Эмилия говорит, что она непрофессиональная актриса, на этот просмотр попала случайно. Режиссёр просит её рассказать на камеру о содержимом своей сумочки. Эмилия по очереди достаёт из неё и обычные вещи — кошелёк, пудреница, записная книжка, и сугубо индивидуальные — фотографии близких людей, личные письма, авиабилет и т. д., предаётся воспоминаниям, рассказывает о роли каждого из выбранных предметов в своей жизни. Режиссёр вникает в её рассказ, задаёт уточняющие вопросы, иногда неожиданные (просит сказать её что-нибудь по-венгерски). Конец фильма весьма неожидан: после её ухода выясняется, что эта была не её сумочка, а одной из сотрудниц киностудии.

## В ролях
- Вероника Варга — Эмилия Мюллер[3]
- Оливье Рамон — ассистент
- Мари Давид — Алиса
- Лиз Бераха — оператор
- Ивон Марсиано — режиссёр

## Награды
- Гран-при за лучший фильм в британском Short Film Festival London (1994)
- Большой приз жюри на Средиземноморской кинофестиваль в Бастии (1993)
- Гран-при европейского фестиваля короткометражных фильмов в Бресте (1993)
- Гран-при и приз зрительских симпатий Short Film Festival Белфорт (1993)
- Первая премия фестиваля «Séquences» в Тулузе (1994)
- Главный приз фестиваля в Вансе (1994)
- Второй приз зрительских симпатий на фестивале в Стамбуле (1995)